# Zero dla Dyskryminacji
Zero dla Dyskryminacji (ang. Zero Discrimination Day) – święto ustanowione przez Zgromadzenie Ogólne ONZ, w ramach programu UNAIDS. Święto to przypada na 1 marca.
Pierwsze obchody odbyły się w 2014 roku.
Kampanię rozpoczęto w 2013 roku w nawiązaniu do programu ONZ o ludzkim wirusie niedoboru odporności (HIV) i zespołu nabytego niedoboru odporności (AIDS).